# Boletín de la Colonia Tovar
El Boletín de la Colonia Tovar (en alemán coloniero, Zeitschrift von der Colonie Tovar) fue una publicación periódica bilingüe (alemán-español) editada en la Colonia Tovar, Venezuela, entre 1843 y 1845.
Es considerado el primer periódico del estado Aragua y el primer medio impreso bilingüe en alemán y español del país. Circuló desde el 18 de julio de 1843 hasta el 1.º de enero de 1845. Su publicación fue posible gracias al trabajo del litógrafo Alexander Benitz, miembro del grupo de colonos fundadores.

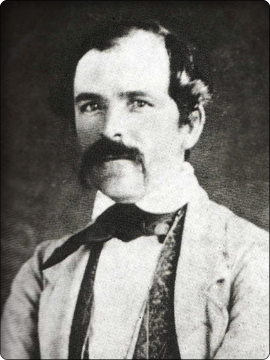
Fotografía de Alexander Benitz.

Este boletín constituye un valioso testimonio histórico, ya que documenta los inicios de la Colonia Tovar y ofrece una mirada única sobre los primeros años de esta comunidad germano-venezolana.